# Kotdarbar
Kotdarbar – gaun wikas samiti w zachodniej części Nepalu w strefie Gandaki w dystrykcie Tanahu. Według nepalskiego spisu powszechnego z 2001 roku liczył on 975 gospodarstw domowych i 6346 mieszkańców (3496 kobiet i 2850 mężczyzn).